# 依田敬勝
依田 敬勝（よだ としかつ、1767年〈明和4年〉 - 1809年2月25日〈文化6年1月12日〉, Yoda Manzō Toshikatsu, 13th head of the Musō Jikiden Eishin-ryū）は、土佐藩士、日本の武道師範。無双直伝英信流居合術第13代宗家。字は「萬蔵」。

## 来歴

### 生い立ち
明和4年(1767年)、北川勝良(又兵衛)の次男として土佐国高知城下(現・高知県高知市)に生まれ、のち依田貴道(勇蔵)の養子となる。
天明7年3月(1787年4月下旬～5月上旬)、養父跡目高(三人扶持八石・御留守居組)を相続。禄は小身だが、無双直伝英信流第12代宗家・林益之丞政誠門下の中で最も居合に秀で、伝書を受けた。
寛政8年(1796年)、友人が切腹をする際、介錯役をつとめる。太刀筋は見事で、寸分狂いの無い手裁きであったが、自身は「刀柄が塗の柄で、冷汗のために手の内が滑り危かった」として、以後は塗りの柄を一切用いなかった。
文化6年1月12日(1809年2月25日)死去。享年43歳。
墓は高知県高知市中高見(つえの上方南、武藤墓地北上、板坂墓地下)
昭和49年(1974年)8月、高知県居合道連盟によって「無双直伝英信流居合術第13代宗家」の標柱が墓所に建立された。
萬蔵の伝書は、林弥太夫政敬が受けた。

## 家族
- 養父：依田勇蔵貴道(　　- 1786年) - 円受院観了信士
  - 本人：依田萬蔵敬勝(1767年 - 1809年)
  - 妻：明神氏女(1773年 - 1843年)

## 著名な門人
- 林弥太夫政敬（無双直伝英信流居合術第14代宗家）

## 補註
1. ↑  “『板垣精神 -明治維新百五十年・板垣退助先生薨去百回忌記念-』”.   一般社団法人 板垣退助先生顕彰会 (2019年2月11日). 2020年9月1日閲覧。
2. 1 2  『師伝芥考・土佐の英信流』岩田憲一著、1984年(昭和59年)
3. 1 2  『土佐 武道と仇討ち 平尾道雄選集(第4巻)』平尾道雄著、高知新聞社、1980年
4. 1 2 3 4  『土佐の墓(2)』山本泰三著、土佐史談会、1987年(昭和62年)